# Hugh Dowding
Hugh Caswall Tremenheere Dowding, 1st Baron Dowding, GCB, GCVO, CMG (24. dubna 1882 – 15. února 1970) byl důstojníkem v britské Royal Air Force a velitelem stíhacího letectva v bitvě o Británii.

## Mládí
Hugh Dowding se narodil ve městě Moffat na jihu Skotska v roce 1882. Zde chodil na školu St. Ninian's Boys' Preparatory School, kterou jeho otec spoluzakládal a kde se mu dostalo první výchovy. Dowding se přestěhoval do Anglie, kde se vzdělával na školách Winchester College a Royal Military Academy ve Woolwich. Později v zahraničí sloužil u Royal Garrison Artillery.

## Vojenská kariéra
Na počátku své vojenské kariéry sloužil na Gibraltaru, Ceylonu a v Hongkongu. V roce 1912 se vrátil zpět do Anglie a v roce 1913 získal certifikát letce na dvojplošníku Vickers na Vickerské škole v Brooklands. V srpnu roku 1914 se připojil k Royal Flying Corps (RFC) jako pilot 7. perutě.

### První světová válka
Dowding byl poslán do Francie a v roce 1915 byl povýšen na velitele 16. perutě. Po bitvě na Sommě se vrátil zpět do Anglie, kde byl povýšen do hodnosti brigádního generála.

### Druhá světová válka
Vzhledem k tomu, že měl Dowding v červnu 1939 odejít do důchodu, byl požádán, zda by zůstal ve funkci alespoň do března roku 1940, kvůli napjaté mezinárodní situaci. Nakonec v bitvě o Británii setrval až do konce října roku 1940.
V roce 1940 Dowding, přezdívaný „Stuffy“, odmítl obětovat většinu britských stíhaček a pilotů v průběhu bitvy o Francii. Díky tomu, se Británie byla schopná ubránit německé Luftwaffe.
Přes léto roku 1940 dostal příkaz čelit pravidelným útokům Luftwaffe, což se mu dařilo díky komplexnímu propojení systémů protivzdušné obrany („Dowdingův systém“).